# María Gil Vallejos
María Isabel Gil Vallejos (Torrevella, 13 de juliol de 1892 – Londres, 1981) va ser una pianista torrevellenca de fama internacional.

## Biografia
María Gil va nàixer a Torrevella (Baix Segura) el 13 de juliol de 1892. Son pare, Antonio Gil Lucco, director de la banda de música de la Unió Musical Torrevejense, va ser el seu primer mentor. Des de menuda va destacar al piano i es deia que podia llegir l'harmonia amb només sentir-la. Va continuar la seua formació d'harmonia a Múrcia amb l'organista de la Catedral i professor de piano del Cercle de Belles arts D. Mariano Alarcón Pérez.
Luis Gil de Vicari, en un article publicat al diari Levante el 5 de juny de 1921, quan María comptava amb 28 anys, corrobora la formació autòctona fins a eixe moment sense assistir al Conservatori ni altres institucions oficials.
Desplega la seua labor pedagògica i artística a Torrevella i a Múrcia, on es presenta per la modalitat lliure en el Conservatori de la ciutat, fins que decideix anar a Madrid per aconseguir el títol oficial en el Conservatori de Música i Declamació, objectiu que aconsegueix, també en la modalitat lliure, brillantment en dos cursos.
El 1928 D. Luis París li proposà ser la pianista de la cantant Conchita Supervía per una tournée que la famosa mezzosoprano anava a realitzar en aquesta temporada. Va acceptar immediatament, la qual cosa va originar una amistat amb la cantant que va durar tota la vida. Es compenetraren perfectament i les seus gires arribaren fins a Anglaterra.
El 1929 es va casar a Londres amb el musicòleg i crític anglés Arthur René de Deney, a qui havia conegut a Madrid.
Després d'uns últims concerts en 1931, María Gil es va retirar de la vida artística i va establir la seua residència des de llavors a Londres, on va morir el 1981.
El poeta Pedro Jara Carrillo li va dedicar aquests versos:
| « | Cuando tus dedos se mueven se me figura escuchar que sobre las cuerdas llueven todas las perlas del mar. | » |

## Tècnica pianística
En ressenyes periodístiques de les seues actuacions trobem opinions com les següents:
Mecanisme prodigiós, velocitat sorprenent, digitación neta i clara, delicadesa […] i, sobretot, una mà esquerra que unes vegades fa rugir amb violència ferotge al piano i unes altres adquireix la suavitat i la finura que només estan reservades als grans mestres, són les característiques de María Gil.
Parlem de la seua digitació. […] La tècnica que empra té un valor absolut.
María Gil, sempre artista, va saber canalitzar les seues aficions en el veritablement musical […] per donar a la seua formació la base sòlida dels clàssics, i, obtenir, en ells, una tècnica interpretativa, plena de color, àgil i flexible, veritablement pasmosa.
Sent tan profund l'art aquesta dona, artista meravellosa, que asseguda al piano, plora, riu, pateix, gaudeix, s'extasia deliciosament.
I era de veure, no ja l'aspecte purament de “acompanyant” de la pianista, sinó la seua intervenció donant realç als moments lírics, donant interés als canvis harmònics, subratllant quan calia una frase o un disseny, i mostrant la varietat d'estils necessaris perquè no resultara el mateix un ambient d'harmonia o de contrapunt en una cançó de Cimarosa, per exemple, que en una modernitat de Debussy o una vibració subtil del nostre Falla.
MARÍA GIL […]. Posseeix una depurada escola clàssica i una formació artística molt acabada, a més d'una gran probidad interpretativa, la qual cosa no exclou que haja aconseguit destacar una personalitat inconfusible en el noble art de la música.

## Carrera professional
María va decidir consagrar-se a la música professional quan ja tenia més de 30 anys. Es va traslladar a Múrcia, on feia classes de piano i, després de donar dos recitals com a piano solista a la sala on el Cercle de Belles arts celebrava els seus concerts en el Teatre Romea de Múrcia, es va desplaçar a Madrid, on va continuar la seua labor pedagògica. Allí aconsegueix el premi extraordinari de piano del Conservatori de Música i comença la seua carrera com a solista. Celebra un altre concert a Múrcia i fa una gira pel Nord, on toca amb el violinista Juan Manén. També ofereix concerts en Ràdio Madrilenya.
Però la veritable carrera artística de María adquireix un veritable impuls quan el director d'escena i empresari D. Luis París li va proposar ser la pianista de la cantant Conchita Supervía per a una gira que la mezzosoprano anava a realitzar en la temporada de 1928, encara que ja abans (1927) havien col·laborat en l'enregistrament per Odeon, a Barcelona, de les Aranyas, de José Sancho Marraco, i del Romanç de Santa Llúcia, d'Eduard Toldrà.
La gira la va portar a tocar a Barcelona (Palau de la Música Catalana), Oviedo, Alacant, Múrcia, València, Granada, Santander, Vitòria, Gijón, Vigo, Bilbao, La Corunya i El Ferrol.
El 19 d'octubre de 1928 participa, acompanyant al piano a Conchita Supervía, en la funció en el teatre Apol·lo de Madrid, a benefici dels damnificats per la catàstrofe del Teatre Novedades de Madrid, organitzada per la Societat d'Autors Espanyols, el Sindicat d'Actors i l'Herald de Madrid. Actuen, a més de Conchita Supervía, Margarita Xirgú, el baix Mardones,... Van assistir les infantes Isabel de Borbó i María Luisa de Orleáns.
Pocs mesos després de contraure matrimoni a Londres té dues últimes actuacions a Madrid, ambdues a benefici de la Protecció al Treball de la Dona, al maig amb la cantant Lola Aguinaga i al mes següent de nou amb Conchita Supervía.
Els seus últims concerts van tenir lloc a Anglaterra. Els dos primers amb Conchita Supervía, en el Queen’s Hall de Londres i al castell de Sir Edmund Davis, respectivament. En el primer concert el públic va exigir, després de realitzar la seua labor com a acompanyant, que interpretara alguna obra solista, a la qual cosa va respondre interpretant obres de Granados i de Albéniz. El tercer i últim, amb la Faculty of Arts London Concert Orchestra. Va actuar com a solista en el Concertino per a piano i orquestra d'arc, d'Eduardo Chávarri, i va executar les Tres danses gregues de Goossens.
María Gil va continuar tocant el piano per al seu marit, els seus amics, i sobretot per a si mateixa, ja que sentia la música com una necessitat vital.

## Reconeixements
En 1926, per votació unànime, va guanyar el primer premi del Conservatori de Música i Declamació de Madrid, que en aquells dies dirigia Antonio Fernández Brodes.
L'any 1964, amb motiu de la inauguració oficial del local social de la banda de música de Torrevella en la qual havia estat la seua casa natal, es va descobrir una placa dedicada a María Gil. La placa resava: Aquí va nàixer la il·lustre pianista María Gil. Actualment la placa es troba en les instal·lacions que la Unió Musical Torrevejense ocupa en el Palau de la Música de la seua ciutat natal, situat en el solar de la casa on va nàixer.
Se li va dedicar un carrer a Torrevella, segons es recull en l'acord de ple de l'ajuntament de data 6 d'abril de 1984.

## Discografia
No consta cap enregistrament de María Gil com a solista. Podem sentir-la com a acompanyant de Conchita Supervía en les següents:
- Conchita Supervía & María Gil. Cançó del patge. USA. Decca Odeon-Parlophone, (1931?)
- Conchita Supervía (mezzo) i María Gil - Cantessis (cant i piano). Pearl GEMM CD 9975 (2'35) - 1928/1993.
- Conchita Supervía (mezzo) i María Gil - Cantessis (cant i piano). Almaviva DS-0128 (b) (2'32) 1928/1999.
- Conchita Supervia, María Gil - Cantessis (Turina) / Clavelitos, cançó pregó andalús (Valverde Sanjuán) - Odeon 185.007. Matriu: Odeon 185.007. SOTA 4699, SOTA 4620
- Conchita Supervia. Les Aranyas / Romanç de Santa Llúcia. Odeon. 85008 SOTA 4697 / 8 Conchita Supervia. Les Aranyas / Romanç de Santa Llúcia. Barcelona. Transoceanic Trading Co. (19--)

Aquestes poques produccions reapareixen en compilacions posteriors:
- A portrait of Conchita Supervía. Opera àries and scenes, sarsueles, songs, 1927-1930. Portugal. Gala. 2008
- Conchita Supervia, mezzo-soprano: (1895-1936): cançons. Volum 1. CD (OCLC 646067911). Barcelona. Ària Recording, S.L. 1997
- Conchita Supervía. Spanish Song. Sarsuela. Pearl GEMM CD. 1995
- Conchita Supervia. Spanish Songs.
- Conchita Supervia: songs with orchestra, songs with piano. Angel Records (1960). (OCLC 1036354004)
- Joaquin Turina Historic Recordings. 1882-1849. Centre de Documentació Musical d'Andalusia. CD (2). 2000. Almaviva B00004T2K1
- The Complete Conchita Supervia Vol 1 – Fonotipia/Odeon. 1927-28. (2CD Marston) (OCLC 55591781)